# Live from Maida Vale
Live from Maida Vale è un EP del gruppo musicale britannico Bring Me the Horizon, pubblicato il 22 novembre 2016 dalla Columbia Records.

## Descrizione
Realizzato in esclusiva per il Record Store Day, contiene due dei brani suonati durante l'esibizione dei Bring Me the Horizon, ospiti di Annie Mac, ai Maida Vale Studios della BBC il 9 settembre 2015. Il brano Drown è realizzato in un'inedita versione con violini, già resa disponibile per il download digitale dal 26 dicembre 2015.

## Tracce
Lato A
1. Drown – 3:45

Lato B
1. Throne – 3:00

## Formazione
- Oliver Sykes – voce
- Lee Malia − chitarra elettrica
- Matt Kean − basso in Throne; chitarra acustica in Drown
- Matt Nicholls − batteria, percussioni
- Jordan Fish − tastiera, cori; sintetizzatore in Throne